# Орден «За заслуги перед Отечеством» (ГДР)
Орден «За заслуги перед Отечеством» (нем. Der Vaterländische Verdienstorden) — правительственная награда ГДР. 

## История
Учреждён в 1954 году правительством ГДР. Награждение производилось за особые заслуги перед государством в различных сферах деятельности. Орден имеет три степени: в золоте, в серебре, в бронзе. Носится на левой стороне груди.
Изображение в центре ордена представляет собой своеобразный гибрид между старой (до 1953 года) и новой версией герба ГДР.

## Степени ордена
- Почётная пряжка в золоте
- Золото, 1-я степень
- Серебро, 2-я степень
- Бронза, 3-я степень